# 경춘선 자전거길
경춘선 자전거길(京春線 自轉車길)은 갈매역과 샛터삼거리 북한강 자전거길을 잇는 자전거도로이다. 경춘선의 나머지 이설 구간은 경춘선숲길과 북한강 자전거길로 공원화되었다.

## 같이 보기
- 북한강 자전거길
- 경춘선숲길 : 서울특별시 구간